# San Benito megye
San Benito megye az Amerikai Egyesült Államokban, azon belül Kalifornia államban található. Megyeszékhelye Hollister. Lakosainak száma 64 209 fő (2020. április 1.). San Benito megye Monterey, Fresno, Merced, Santa Clara és Santa Cruz megyékkel határos.

## Népesség
A megye népességének változása:
| Lakosok száma | 55 537 | 56 133 | 56 869 | 57 600 | 58 792 | 62 808 | 64 209 |
|               | 2010   | 2011   | 2012   | 2013   | 2015   | 2019   | 2020   |